# Endmoräne

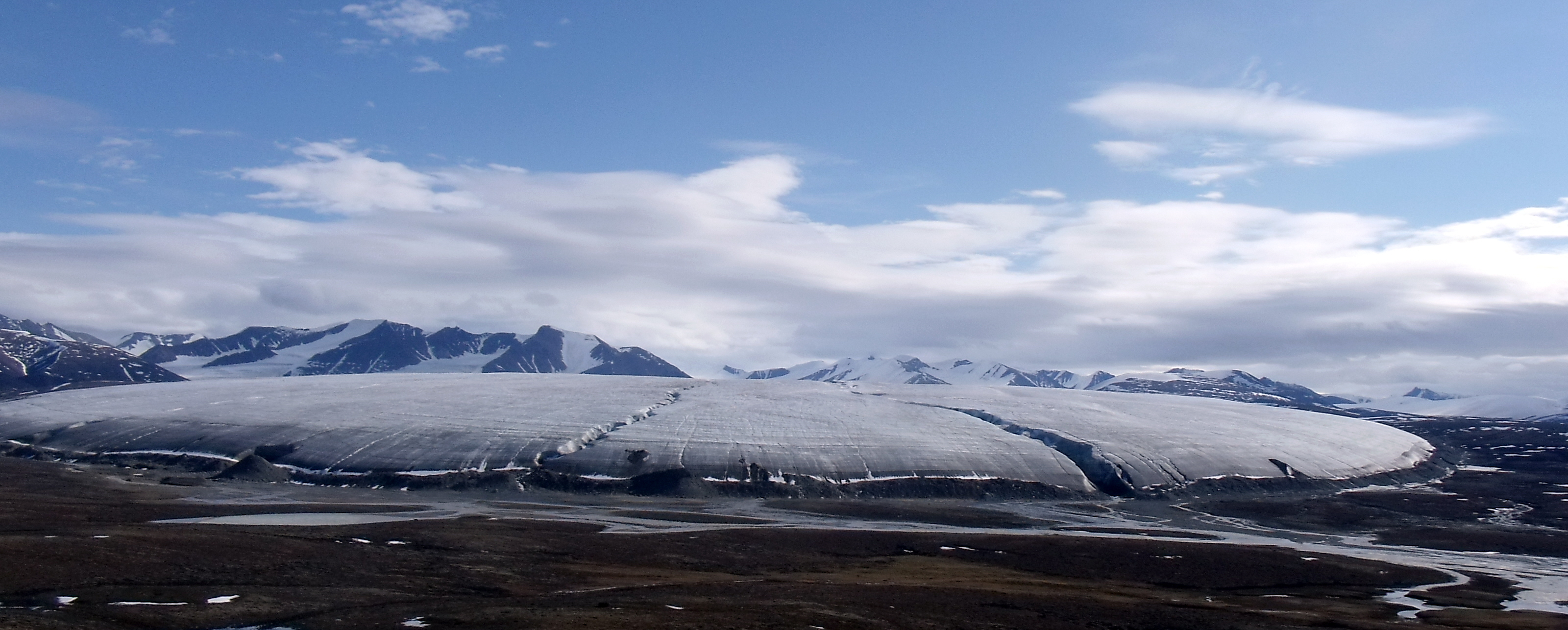
Dieser Gletscher auf der Bylot-Insel schiebt am Eisrand Gestein zu einer Endmoräne auf

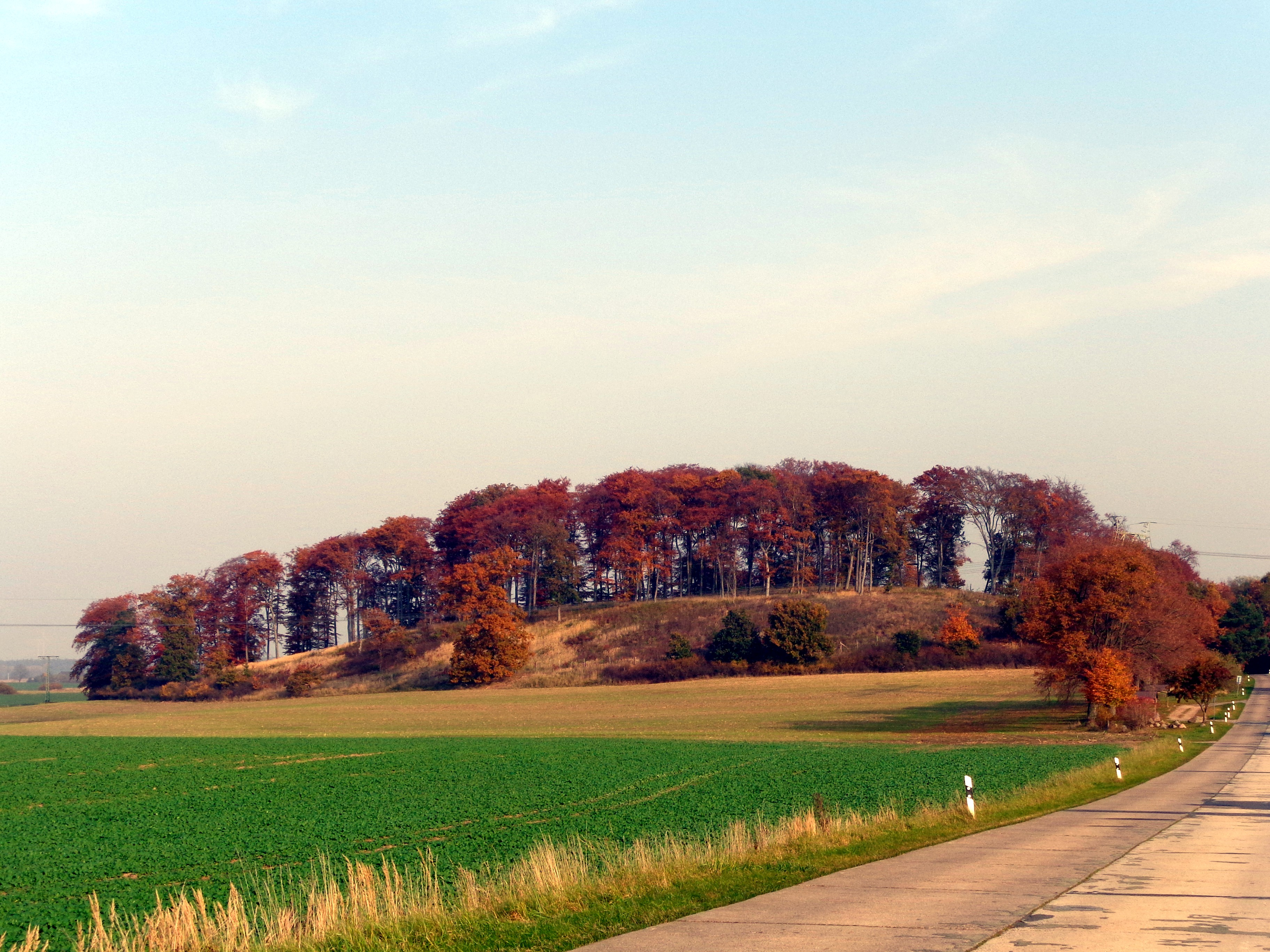
Endmoräne in Mecklenburg

Eine Endmoräne oder Stirnmoräne ist eine wallartige Aufschüttung (Moräne) von Gesteinsmaterial am Ende von glazialem Inlandeis oder eines Gletschers. Eine Endmoräne kennzeichnet die Linie des maximalen Gletschervorstoßes oder eines Gletscherstillstandes. Sie ist Bestandteil der Glazialen Serie.

## Entstehung
Endmoränen entstehen, wenn sich am Ende eines Gletschers Abschmelzen und Eisnachschub die Waage halten. Der Eisrand bleibt dann über längere Zeit stabil; das Eis selbst bewegt sich aber nach wie vor.
Da der Eisrand nicht gerade verläuft, sondern in einzelne Loben (Gletscherzungen) zerfällt, haben auch Endmoränen einen solchen lobenartigen Verlauf. (Zum Begriff Gletscherlobus siehe Vorlandgletscher.) Die Berührungsstelle zwischen zwei Loben nennt man auch Endmoränengabel. Dort befinden sich meist besonders kräftig ausgeprägte Endmoränen und große Gletschertore, von denen aus die Sander geschüttet wurden.

### Satzendmoränen
Aus dem Gletscher ausschmelzendes Material lagert sich am Eisrand ab und baut nach und nach die Endmoräne als Satzendmoräne auf. Durch das austretende Schmelzwasser wird Feinmaterial meist weggespült, so dass die Ablagerungen von Satzendmoränen für gewöhnlich grob sind (Kies, Steine, Findlinge). Zwischengeschaltet findet sich aber auch feineres Material (Sand) oder Geschiebemergel. Sehr grobes Endmoränenmaterial bezeichnet man als Blockpackung. Im Stirnbereich einer Gletscherzunge abgelagertes Material bildet normalerweise Satzendmoränen.

### Stauchendmoränen und Stauchmoränen

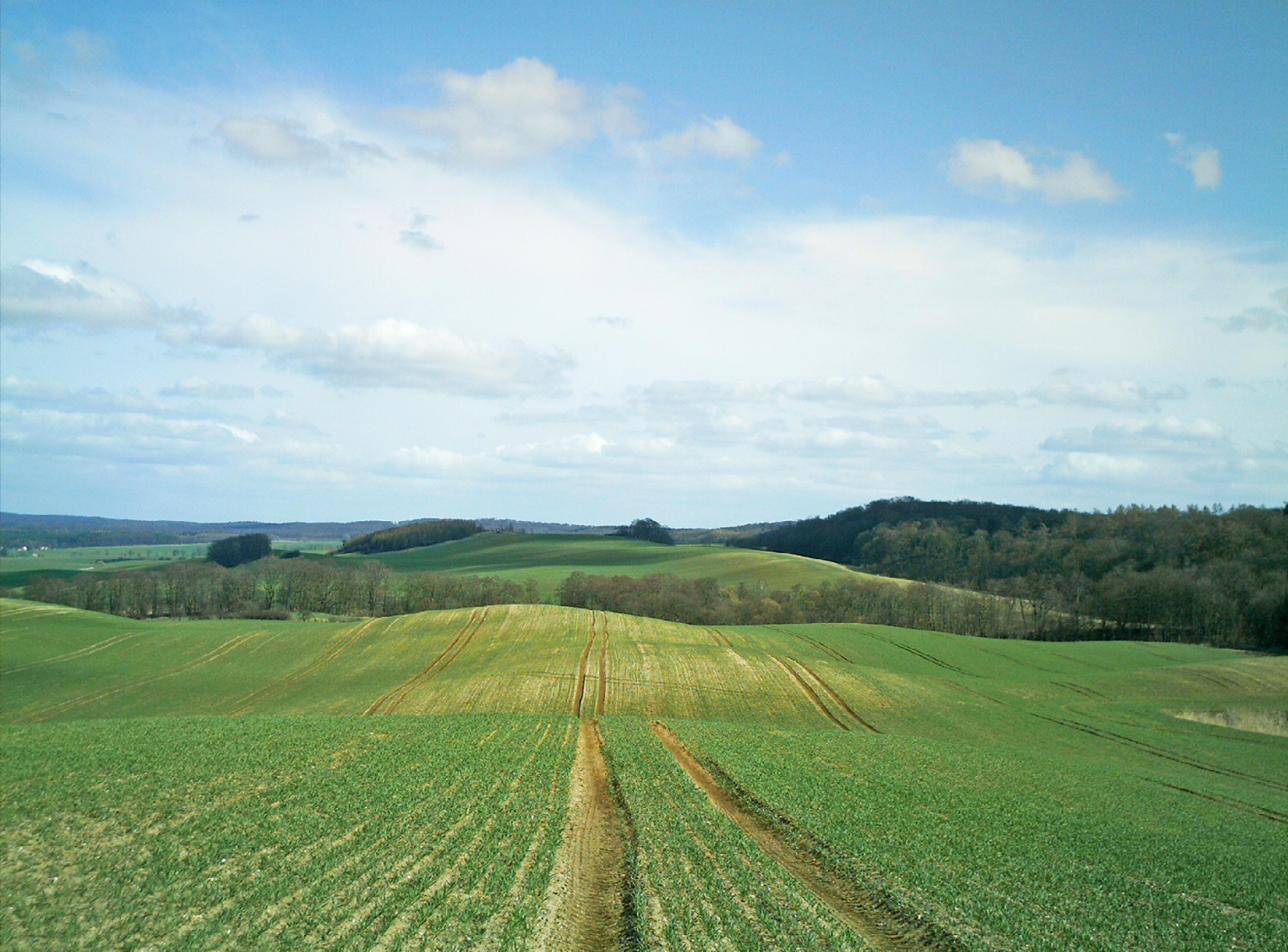
Stauchmoräne (Brohmer Berge)

Kleinere Stauchendmoränen entstehen, wenn durch den Druck eines vorstoßenden Gletschers älteres Material, das vor der Gletscherfront abgelagert wurde, unter horizontalen und vertikalen Druck gerät und dabei gestaucht und aufgeworfen wird. Je nach der Beschaffenheit des älteren Materials bestehen diese Stauchendmoränen aus verschiedensten Sedimenten. Meist handelt es sich um ältere glaziale Ablagerungen wie Sand, Eisstauseesedimente oder älteren Geschiebemergel.
Die Stauchung des Untergrundes ist allerdings nicht an den Eisrand und damit an eine Endmoräne gebunden. Auch unterhalb eines aktiven Gletschers, innerhalb der späteren Grundmoränenlandschaft, kann durch den ausgeübten Druck Material intensiv gestört werden. Teilweise wird in der Fachsprache der neutrale Begriff Stauchmoräne für all diese verschiedenartigen Stauchungen verwendet.

### Arktische Stauchmoränen
Eine andere Größenordnung mit anderem Bildungsmechanismus zeigen Stauchendmoränen, die sich durch sehr hohe Reliefenergie auszeichnen. Sie entstanden im eiszeitlichen Klima Mitteleuropas, wenn polare Gletscher in den damals mehrere hundert Meter mächtigen Permafrostboden vorstießen. Dabei konnten große gefrorene Sedimentpakete auf bis zu 100 m Höhe übereinander gestapelt werden. In der Geomorphologie wird dafür der Begriff glaziale Tektonik verwendet. Altmoränen mit hoher Reliefenergie finden sich zahlreich in Polen und Norddeutschland. Radarmessungen in Altmoränen zeigten, dass der Untergrund dieser Hügelzüge aus sehr großen, schiefgestellten Blöcken besteht, ein Beleg für die beschriebene Bildung unter Permafrostbedingungen. In den Niederlanden ist der bis 110 m hohe Höhenzug der Veluwe ein gut untersuchtes Altmoränengebiet.
Arktische Stauchmoränen kommen noch heute zahlreich in den vergletscherten Permafrostgebieten des Territoriums Nunavut der kanadischen Hocharktis vor. Allein auf Ellesmere Island werden sechzehn Arktische Stauchmoränen beschrieben, auf Axel Heiberg Island weitere neunzehn. Die Entstehung großer Arktischer Stauchmoränen konnte hier über Jahrzehnte hinweg beobachtet und gemessen werden. Beim Vorstoß von großen Eiskappen oder polaren Gletschern können sogar mehrere hundert Meter breite und kilometerlange, gefrorene Sedimentpakete der Stauchmoräne als Ganzes horizontal durch das vorstoßende Eis verschoben werden.

### Eisrandlagen

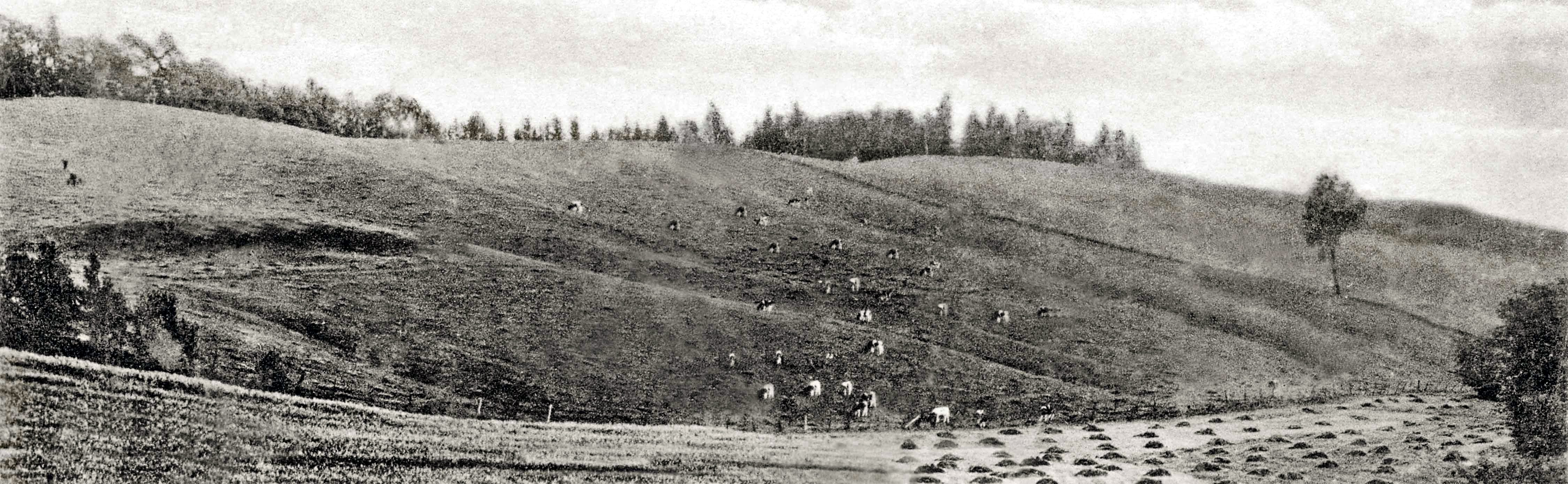
Endmoräne in Ostpreußen

Da vor allem im nördlichen Mitteleuropa die Endmoränenzüge regelmäßig Lücken aufweisen, hat sich dort in der Fachsprache der Begriff Eisrandlage eingebürgert, der sowohl Endmoränen als auch andere Landformen umfasst, aus denen sich der ehemalige Eisrand rekonstruieren lässt.

## Beispiele

### Norddeutschland

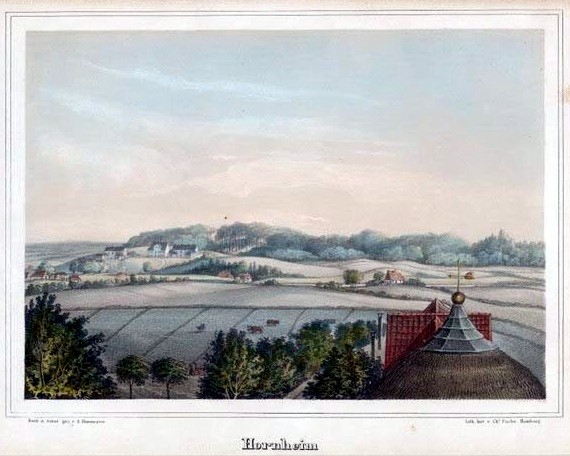
Hornheimer Riegel

Ein Beispiel für eine Endmoränenlandschaft der Weichsel-Kaltzeit befindet sich bei Chorin in Brandenburg. Die Osthannoversche Endmoräne der Saale-Kaltzeit erstreckt sich zwischen Drawehn in der Lüneburger Heide und Göhrde im Wendland. Ein weiteres Relikt der Saale-Kaltzeit ist die Ankumer Höhe im Landkreis Osnabrück. Jene Eisrandlage nannte man hier Rehburger Phase. Viele Endmoränen prägen das Norddeutsche Tiefland. In Schleswig-Holstein und Mecklenburg-Vorpommern geben Ahrensbök, Kiel und Strasburg (Uckermark) markante Beispiele.

### Voralpen
Der gesamte Übergangsbereich von den Alpen in die Alpenvorländer ist von den Randmoränen der großen Gletschervorstöße geprägt. Bei Otterfing südlich von München findet man gut ausgebildete Endmoränen. Der Hausruck in Oberösterreich, ein markanter Hügelzug, ist die bis knapp 400 m hohe Endmoräne des Hallstätter Gletschers in seiner größten Ausdehnung.
Ein eindrucksvolles Beispiel hochalpiner Endmoränen findet sich am Talende des Fornogletschers in Graubünden.